# Pista di Fiorano

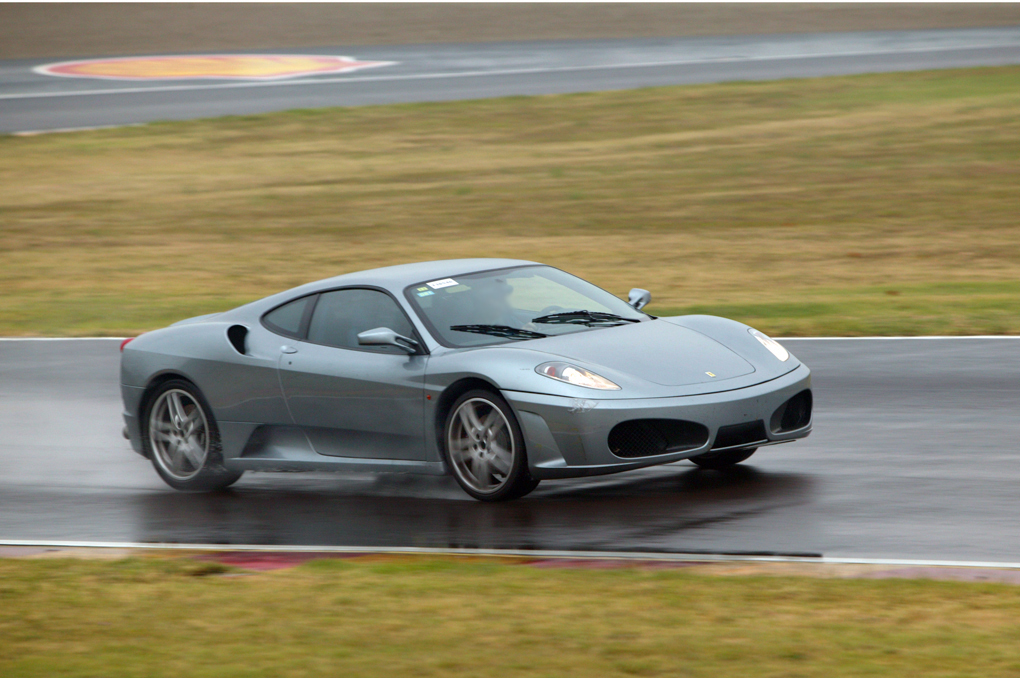
F430 podczas testu

Pista di Fiorano – prywatny tor wyścigowy Ferrari. Został stworzony do testowania nowych aut i dostosowywania ich do wyścigów. Znajduje się w pobliżu włoskiego miasta Maranello.
Zbudowany w 1972 r., ma 8,4 m szerokości i 3021 m długości. Średnia prędkość okrążenia wykonanego przez bolid F1 to ponad 160 km/h a maksymalna wynosi 290 km/h. Ponieważ jest to tor typowo testowy, posiada wiele różnorodnych zakrętów i łuków. Posiada wiele podobieństw do najsłynniejszych europejskich torów.
Tor jest wyposażony w telemetrię oraz ogromny symulator układu kierowniczego do testowania opon.
Kiedy Scuderia Ferrari testuje bolid F1 na torze, za każdym razem można zobaczyć fanów oglądających wydarzenie z drogi (to najbliższy punkt dostępny dla zwykłych ludzi).
Czasami również pozwala się posiadaczom samochodów Ferrari przetestowanie ich nowych aut na torze.
Ferrari 599 GTB Fiorano został nazwany tak jak tor.

## Rekordy okrążenia na torze Fiorano
| Samochód                        | Czas      | Kierowca           | Rok       | Uwagi                       |
| Bolidy F1                       | Bolidy F1 | Bolidy F1          | Bolidy F1 | Bolidy F1                   |
| ------------------------------- | --------- | ------------------ | --------- | --------------------------- |
| Ferrari F2004                   | 0′55.999  | Michael Schumacher | 2004      |                             |
| Ferrari F2003-GA                | 0′56.33   | Michael Schumacher | 2003      |                             |
| Ferrari 248 F1                  | 0′57.099  | Felipe Massa       | 2006      |                             |
| Ferrari F2005                   | 0′57.146  | Michael Schumacher | 2005      |                             |
| Ferrari F2002                   | 0′57.476  | Michael Schumacher | 2002      |                             |
| Ferrari F2007                   | 0′58.366  | Felipe Massa       | 2007      |                             |
| Ferrari F310B                   | 0′59.00   | Michael Schumacher | 1997      |                             |
| Ferrari F399                    | 1′00.226  | Luca Badoer        | 1999      |                             |
| Ferrari F412T1                  | 1′00.31   | Jean Alesi         | 1994      |                             |
| Samochody sportowe              |           |                    |           |                             |
| Ferrari 333 SP                  | 1′11.90   |                    |           | opony „slick”               |
| Ferrari 333 SP                  | 1′13.00   |                    |           | opony „slick” i ogranicznik |
| Ferrari FXX                     | 1′16.20   | Andrea Bertolini   |           |                             |
| Ferrari 360 GT                  | 1′17.00   |                    |           |                             |
| Ferrari 360 N-GT                | 1′18.90   | Ian Harold Brown   | 2003      |                             |
| Ferrari 360 Challenge           | 1′22.40   |                    | 2003      |                             |
| Ferrari F355 Challenge          | 1′24.40   |                    |           |                             |
| Maserati Trofeo                 | 1′25.00   |                    |           |                             |
| Ferrari 348 Challenge           | 1′33.00   |                    |           |                             |
| Samochody do użytku publicznego |           |                    |           |                             |
| Ferrari Enzo                    | 1′22.30   |                    | 2003      |                             |
| Ferrari 599 GTB Fiorano         | 1′25.23   |                    |           |                             |
| Ferrari 575M Maranello          | 1′26.500  |                    | 2006      |                             |
| Ferrari F50                     | 1′27.00   |                    |           |                             |
| Ferrari 360 Challenge Stradale  | 1′28.00   |                    |           |                             |
| Ferrari F430                    | 1′28.50   |                    |           |                             |
| Ferrari F40                     | 1′29.60   |                    |           |                             |
| Ferrari 360 Modena              | 1′31.00   |                    |           |                             |
| Ferrari 550 Maranello           | 1′32.528  |                    |           |                             |
| Ferrari F355 F1                 | 1′33.00   |                    | 1997      |                             |
| Ferrari F355                    | 1′34.00   |                    | 1994      |                             |
| Ferrari 512M                    | 1′35.00   |                    | 1995      |                             |
| Ferrari 512TR                   | 1′35.00   |                    | 1992      |                             |
| Ferrari 456GT                   | 1′35.00   |                    |           |                             |
| Maserati 4200 GT                | 1′35.00   |                    |           |                             |
| Ferrari 288 GTO                 | 1′36.00   |                    |           |                             |
| Ferrari Testarossa              | 1′36.00   |                    | 1984      |                             |
| Ferrari 348TB                   | 1′37.00   |                    | 1989      |                             |
| Porsche 959                     | 1′37.00   |                    |           |                             |
| Ferrari 328GTB                  | 1′44.00   |                    |           |                             |